# Goyave
Goyave è un comune francese di 7.970 abitanti situato nella parte orientale dell'isola di Basse-Terre e facente parte del dipartimento d'oltre mare di Guadalupa.